# Света Анастасија (Грчка)
Света Анастасија (грч. Αγία Αναστασία, Аја Анастасија) је насељено место у општини Полигирос у периферији Средишња Македонија, Грчка. Према попису из 2021. године било је 128 становника.
Насеље је подигнуто осамдесетих година 20. века и први пут се помиње на попису из 1991. године са 40 становника.